# Queensland Open 1974
Il Queensland Open 1974 è stato un torneo di tennis giocato sull'erba. È stata la 79ª edizione del torneo di Brisbane, che fa parte dei Tornei di tennis maschili indipendenti nel 1974 e dei Tornei di tennis femminili indipendenti nel 1974. Il torneo si è giocato a Brisbane in Australia dal 18 al 24 novembre 1974.

## Campioni

### Singolare
Bob Giltinan ha battuto in finale  Ulrich Marten con il punteggio di 6–2 7–6 6–7 6–3

### Doppio maschile
Informazione non disponibile

### Singolare
Evonne Goolagong ha battuto in finale  Cynthia Seiler con il punteggio di 6–1, 6–2

### Doppio
Evonne Goolagong /  Peggy Michel hanno battuto in finale  Vicki Lancaster /  Cecilia Martinez con il punteggio di 6–1, 6–2